# Exocentrus brunnescens
Exocentrus brunnescens är en skalbaggsart som beskrevs av Holzschuh 1995. Exocentrus brunnescens ingår i släktet Exocentrus och familjen långhorningar. Inga underarter finns listade i Catalogue of Life.